# Paramilitarisme en Colombie
Le paramilitarisme en Colombie désigne principalement le phénomène historique lié à l'action des groupes armés organisés à différents moments historiques du pays : le terme est actuellement utilisé avec deux sens historiographiques différents:
D'abord pendant La Violencia (entre 1925 et 1958), pour nommer les Pájaros et Chulavitas, autoproclamés « Guerrillas de la Paz » (guerriers de la paix), qui étaient des groupes conservateurs organisée par le gouvernement pour combattre les guérilleros libéraux insurgés, en particulier dans l'Altiplano cundiboyacense, la Tolima et Valle del Cauca.
Par la suite, depuis 1960, dans le cadre du conflit armé interne en Colombie, il est utilisé pour désigner des groupes illégaux (avec des dénominations différentes selon leur région d'action), organisés afin de combattre les guérillas communistes ou gauchistes qui ont émergé au cours de la même décennie (ELN, FARC-EP, EPL et depuis 1974 le M -19), avec l'armée nationale et la police nationale, sans le voile de légalité dont l'armée était investie. Ces groupes paramilitaires, également appelés groupes d'autodéfense, se sont répandus dans diverses régions du territoire national avec la participation d'hommes politiques, de riches propriétaires terriens, d'hommes d'affaires, de colons, d'éleveurs, de trafiquants de drogue, de mineurs, de paysans et d'industriels. Dans la décennie des années 1990, divers groupes d'autodéfense légaux appelés CONVIVIR ont été créés, qui en 1997, avec leur désintégration, beaucoup sont devenus une entité plus grande, s'unissant à d'autres pré -des groupes existants, d'influence nationale, appelés Forces unies d'autodéfense de Colombie (sous l'acronyme AUC). Après la démobilisation des AUC en 2006, les groupes qui n'en faisaient pas partie ont été considérés Bacrim (Gangs criminels) et GAO (Groupes armés organisés) dans la On ne sait pas actuellement si ces groupes constitués en tant que paramilitaires continuent d'exister.

## Histoire

### Contexte et origines
Pendant les guerres civiles du 19e siècle, les grands propriétaires terriens et les oligarchies régionales ont financé et formé des armées privées pour protéger leurs terres et leurs privilèges au milieu de la confrontation,.
La genèse et le développement historique des groupes paramilitaires ont impliqué des agents de l'État tels que la police et l'armée, ainsi que des représentants politiques et des représentants de secteurs socio-économiques tels que les propriétaires fonciers, les éleveurs de bétail, les industriels, les colons et les paysans.

#### Les Chulavitas et Pájaros
À partir des violences des années 1940 et 1950, alors que la Police du côté du gouvernement conservateur armait les paysans appelés Chulavitas du département de Boyacá, pour attaquer les populations libérales et assurer la victoire du parti conservateur, les propriétaires terriens utilisèrent les soi-disant « Pájaros ou Guerrillas de Paz » comme on les appelait dans les départements de Valle del Cauca et Cauca, afin de protéger leurs propriétés des guérillas libérales appelées « bandits » par leurs ennemis, mènent des persécutions politiques et expansion territoriale,, Le déclencheur de la violence politique a eu lieu le 9 avril 1948, lorsque le candidat libéral Jorge Eliécer Gaitán a été assassiné, un fait qui a donné lieu à une révolte populaire connue sous le nom de « El Bogotazo » et à une longue période d'affrontements entre libéraux et conservateurs dans le camp. qui a laissé un bilan d'au moins 300 000 morts, connu sous le nom de La Violencia.

### Apparition de groupes d'autodéfense modernes
Après une période de quatre ans de régime militaire (1953—1957) à la suite d'un coup d'État du général Gustavo Rojas Pinilla soutenu par les conservateurs, la guérilla libérale et donc les paramilitaires conservateurs se sont démobilisés. Par la suite, les partis conservateur et libéral ont formé le Front national, un accord politique qui leur a permis de sceller la paix et d'alterner au pouvoir pendant 16 ans, laissant les autres forces politiques sur la touche.
Déjà dans les années 1950, le colonel Sierra Ochoa (gouverneur militaire de Caldas et qui a combattu la guérilla libérale de la plaine,) a systématisé cette politique de répression, et en février 1962, après une visite au pays par le général William P. Yarborough, directeur de recherche du Fort Bragh Special Warfare Center (Caroline du Nord, États-Unis), chargé de réévaluer la stratégie militaire des États-Unis au Vietnam, en Algérie et à Cuba, a rédigé un supplément secret au rapport de son visite qui parlait de la création d'organisations « de type antiterroriste » et pour la « lutte anticommuniste », dans les termes suivants : « Il faut créer dès maintenant dans le pays convenu une équipe pour sélectionner les personnels civils et militaires en vue à des entraînements clandestins aux opérations de répression, au cas où ils seraient nécessaires plus tard »,.
Dans le développement de cette stratégie de contre-insurrection, et soutenu par la doctrine de la sécurité nationale, le décret no 3398 de 1965 est publié, converti en législation permanente avec la loi 48 de 1968, qui a servi à la Force publique pour organiser la « défense nationale », la « défense civile » et formera, fournira des armes aux habitants des zones de conflit afin de s'impliquer directement dans la confrontation et de les soutenir dans la lutte contre-insurrectionnelle, c'est-à-dire que ces règlements ont été à la base de la promotion et de l'organisation des « groupes d'autodéfense », et/ou paramilitaires, étant à partir de ce moment que le terme « paramilitaire » est utilisé dans l'histoire du pays.
Le 25 décembre 1965, le gouvernement de Guillermo León Valencia publie le décret no 3398 (plus tard la loi 48 de 1968 sous le gouvernement de Carlos Lleras Restrepo) qui permet aux militaires de livrer des armes à l'usage privé des FF. MM aux civils et mis en place des groupes armés d'autodéfense coordonnés par l'Armée Nationale,. Ce règlement a été déclaré inapplicable ou inconstitutionnel par la Cour suprême de justice le 25 mai 1989. Depuis 1969, une série de manuels et de règlements de contre-guérilla ont été publiés par l'armée colombienne, qui ont mis en évidence la création de groupes paramilitaires sous l'approbation du gouvernement colombien,,.
Entre 1976 et 1994, l'alliance entre militaires et paramilitaires a commis de multiples violations des droits de l'homme à Cimitarra (Santander), sous le nom de « Mouvement démocratique armé contre la subversion » et utilisera plus tard le nom de Muerte A Secuestradores.

### Statut de sécurité
Compte tenu de la constitution claire et des actions des groupes de guérilla de gauche qui ont commencé à être présents dans des endroits reculés où l'État colombien ne l'exerçait pas, tels que les FARC-EP, l' ELN, l' EPL et le M-19, au sein du gouvernement Julio César Turbay a rédigé le Statut de sécurité et de défense de la démocratie, promulgué en 1978, qui contenait les fondements de la lutte contre les groupes de guérilla à travers l'organisation de la « défense nationale », des mécanismes garantissant la « défense civile » et la création de « groupes d'autodéfense ». Sur la base de ces normes, les responsables de la force publique colombienne ont formé et fourni des armes aux civils dans les zones de conflit dans le but d'impliquer les citoyens dans le conflit armé et d'aider les forces gouvernementales à vaincre les groupes d'insurgés,,.
Face aux critiques présentées à l'échelle nationale et internationale contre le Statut de sécurité, en raison des plaintes pour violation des droits de l'homme et de l'implication de civils dans le conflit interne, l'État colombien a élaboré la Stratégie de conflit de faible intensité en 1982, qui a démontré son inefficacité à répondre à la menace représentée par l'augmentation de l'action des groupes illégaux de gauche et des nouveaux groupes illégaux de droite. Cette augmentation, traduite par un plus grand nombre d'actions de guerre, d'attentats et de massacres, a été obtenue grâce à l'infiltration du commerce de la drogue comme moyen de financement. Le capital important obtenu de cette entreprise, d'abord collecté en facturant des redevances aux groupes de trafiquants de drogue pour l'utilisation des routes, des intrants et des champs pour la culture, a conduit la guérilla et les chefs paramilitaires à s'approprier l'entreprise, dans la mesure où l'État a accru la persécution des acteurs de ce commerce illégal, et d'obtenir un renforcement de ces groupes d'une ampleur jamais vue auparavant. L'Alliance anti-communiste américaine ou Triple A a été créée, ce qui a été attribué au fait d'avoir commis des actes de guerre sale contre-insurrectionnelle. L'existence du groupe et l'identité de certains de ses membres ont été découvertes pour la première fois dans le journal mexicain El Día en 1980 ; et cela a été confirmé en Argentine, lors des enquêtes sur les crimes perpétrés par la dictature militaire, en raison de la relation qu'ils entretenaient avec l'organisation du même nom en Argentine Triple A,.

### Mort aux ravisseurs
Son origine se produit lorsque des membres du M-19 à Antioquia ont kidnappé Martha Nieves Ochoa, sœur des célèbres trafiquants de drogue du cartel de Medellín, les « Ochoa Vásquez » et fille de Fabio Ochoa Restrepo (Jorge Luis, Juan David et Fabio) en novembre. En 1981, outre l'enlèvement raté de Carlos Lehder une semaine plus tard, les patrons réagissent avec tous les moyens à leur disposition en créant le MAS (Muerte A Secuestradores), une organisation qui sera le germe du paramilitarisme moderne en Colombie. Chacun d'eux a apporté des armes, de l'argent et des hommes, les plaçant sous le commandement du plus actif et du plus puissant des trafiquants de drogue, qui avait déjà une solide organisation militaire sous ses ordres, Pablo Emilio Escobar Gaviria. Après avoir tué quelque 200 personnes dans sa recherche, dont des miliciens, des collaborateurs et leurs proches, Ochoa a été libérée au début de 1982. De plus, le modèle du MAS sera bientôt appliqué à la région de Magdalena Medio où est née l'ACDEGAM (Association Campesino des Éleveurs et Agriculteurs de Magdalena Medio), une force d'autodéfense légale dirigée par le leader libéral Pablo Emilio Guarín et Henry de Jesús. Pérez, chargé de combattre la présence de la guérilla dans la région avec le soutien de l'Armée nationale,
Le MAS est accusé de meurtres, de l'explosion d'une bombe au domicile de la journaliste María Jimena Duzán et de menaces de mort contre l'ancien ministre et défenseur des droits humains Alfredo Vázquez Carrizosa. Il était courant de trouver des cadavres criblés de balles ou suspendus à des arbres à la périphérie des bureaux de journaux à travers le pays avec une pancarte indiquant : « Je suis du M-19. Je suis un kidnappeur ». Ils ont procédé à l'assassinat de juges, de journalistes et, en général, de civils innocents.
Ils ont également participé au génocide de l' Union patriotique en considérant le parti comme le bras politique des FARC-EP, à la suite des accords de La Uribe en 1984 Les meurtres de membres de l'UP ont conduit à la disparition du mouvement. Ces meurtres ont entraîné la mort de sénateurs, représentants, conseillers, maires et candidats à la présidence tels que Bernardo Jaramillo Ossa, assassiné le 22 mars 1990, au terminal du pont aérien de Bogotá, et Jaime Pardo Leal, assassiné le 11 octobre 1987, dans la municipalité de La Mesa, Cundinamarca,. Les meurtres ont été dissimulés par le gouvernement national,.

### Groupes d'autodéfense de Puerto Boyacá
Le trafiquant de drogue José Gonzalo Rodríguez Gacha, en désaccord avec les FARC-EP à cause de la destruction de certains de ses laboratoires dans le sud du pays et du vol d'argent liquide et de pâte de coca en 1983, s'empara des drapeaux de la contre-insurrection et commença à soutenir les paramilitaires de Puerto Boyacá, connue comme la capitale anti-subversive de la Colombie, avec des ressources, une formation et des armes substantielles. Rodríguez Gacha a soutenu les Forces d'autodéfense paysannes naissantes de Córdoba et Urabá sous le commandement de Fidel Castaño et Carlos Castaño Gil, dont le père a été assassiné en captivité par le 22e Front des FARC-EP.
Entre 1982 et 1993, l'origine et l'effondrement des premières Forces d'autodéfense de Puerto Boyacá, commandées par Henry Pérez et son père Gonzalo, ont eu lieu. Après l'assassinat des deux dirigeants, l'ancien officier de l'Armée nationale Luis Meneses, alias Ariel Otero, a commandé le groupe paramilitaire jusqu'à ce qu'il soit assassiné des mois plus tard. Après l'assassinat du chef libéral et précurseur des paramilitaires de Puerto Boyacá, Pablo Guarín, à la fin de 1987, Gonzalo Rodríguez Gacha, « chef mexicain » du cartel de Medellín, a rencontré Henry Pérez. Tous deux ont accepté d'engager des instructeurs étrangers pour préparer des escortes afin d'empêcher de nouvelles attaques de la guérilla contre les structures paramilitaires.
Le « cours » s'appelait « Pablo Emilio Guarín Vera » et les étudiants sélectionnés : 20 de Magdalena Medio, choisis par Pérez ; 20 de Pacho, choisi par El Mexicano ; 5 des Llanos, choisis par Víctor Carranza, et 5 de Medellín, choisis par Pablo Escobar. Le paramilitarisme qui a émergé dans les années 1980 à Magdalena Medio est devenu l'expérience pilote de groupes d'autodéfense en Colombie visant à combattre les guérillas de gauche. Il a également jeté les bases de la formation des Forces d'autodéfense paysannes de Córdoba et d'Urabá, qui ont ensuite dégénéré en AUC. En fait, les frères Castaño ont reçu une formation des Forces d'autodéfense de Puerto Boyacá.

### Forces paysannes d'autodéfense de Córdoba et Urabá
En 1979, vraisemblablement le quatrième front des FARC-EP, ils ont enlevé le père des « frères Castaño Gil » (Fidel, Vicente et Carlos) Jesús Castaño à Amalfi, Antioquia, torturé et tué malgré le fait que ses fils avaient payé la moitié le prix, la rançon exigée par les ravisseurs,.
Initialement connu sous le nom de Muerte a los Revolucionarios del Nordeste, qui était une étiquette masquant une entreprise criminelle qui opérait au sein du bataillon Bomboná dans la région. À Urabá, la première redoute paramilitaire a été créée sur la ferme Las Tangas, propriété des frères Castaño à la fin des années 1980. Sous le nom de « Los Tangueros », ils ont perpétré le massacre du Honduras et de La Negra, à Turbo (Antioquia) en 1988.
La démobilisation de l'Armée de libération populaire (EPL) devant l'assemblée constituante de 1991 a été l'un des aspects qui a permis la croissance du groupe paramilitaire. Cependant, des dissidents de cette guérilla et certains membres des FARC-EP ont commencé à assassiner des suspects démobilisés pour s'être alliés aux Castaños, qui utilisaient entre-temps d'anciens militants de l'EPL pour mener des assassinats sélectifs. Ainsi, les membres démobilisés de l'EPL ont joué un rôle clé dans la création des Forces d'autodéfense paysannes de Córdoba et Urabá (ACCU) en 1995. Pendant ce temps, en 1992, les Castaños faisaient partie de Los Pepes, en alliance avec le Cartel de Cali, ennemis de Pablo Escobar, pour mener une guerre contre le capo, qui les persécutait. Il a été supposé que pendant cette période de transition, l'organisation a collaboré avec le Search Bloc pour neutraliser Escobar.
En 1994, Fidel Castaño a été assassiné et le commandement de l'organisation a été assumé par son frère Carlos.

### Forces paysannes d'autodéfense de Magdalena Medio
À partir de 1993, pendant la période qui a suivi l'effondrement des Forces d'autodéfense de Puerto Boyacá, un processus d'autonomisation de divers groupes d'autodéfense subordonnés à la structure de Puerto Boyacá a commencé. Parmi ceux qui se distinguent, citons les Forces d'autodéfense de Puerto Boyacá (APB), une organisation reconfigurée en 1996 et commandée par Arnubio Triana Botalón ; et les Forces d'autodéfense paysannes de Magdalena Medio (ACMM), dirigées par Ramón Isaza.

### CONVIVIR
En raison de l'action croissante de la guérilla dans les années 1990, la coexistence est apparue au niveau national. Ils ont été créés par l'État, dans le gouvernement du libéral César Gaviria Trujillo qui a publié le décret-loi 356 de 1994, qui a établi les conditions pour réglementer les nouveaux « services spéciaux de sécurité privée » qui opéreraient dans les zones de combat où l'ordre public était précaire et réglementé par la suite par le gouvernement d'Ernesto Samper Pizano que le 27 avril 1995, une résolution de la Surintendance de la surveillance et de la sécurité privée a accordé à ces nouveaux services le nom de Convivir. On estime que cette surintendance a autorisé plus de 414 Convivir à travers le pays.
Les membres du CONVIVIR avaient le droit légal de porter des armes et du matériel de communication, à l'usage exclusif des forces militaires pour protéger leurs communautés et collaborer avec les forces publiques dans la lutte contre l'insurrection. Le directeur du Département administratif de la sécurité (DAS), le général Luis Enrique Montenegro, a annoncé mener des opérations de renseignement en association avec le Convivir.
Les CONVIVIR étaient organisés au niveau national, ce qui rend difficile d'établir leur nombre exact et celui de leurs membres car cela dépend des groupes de sécurité privés qui sont considérés comme tels ou non. Il y a des estimations qui envisagent jusqu'à 414 groupes et, selon le président de la Fédération nationale des associations CONVIVIR Carlos Alberto Díaz, en décembre 1997, il y avait plus de 120 000 membres CONVIVIR en Colombie,. Pendant la validité du Convivir, plus de 500 coopératives de sécurité rurale ont été créées dans 24 départements.
En 1996 et 1997, le gouverneur d'Antioquia Álvaro Uribe Vélez et le lieutenant-gouverneur Pedro Juan Moreno ont autorisé l'organisation de CONVIVIR locaux dans leur département. Sur la base des règles établies par l'administration centrale de l'État, ils ont autorisé la création de 67 d'entre eux. D'autres maires et gouverneurs du pays ont fait de même,.
Selon un arrêt de la Cour de Justice et Paix, les groupes paramilitaires ont élargi leurs réseaux criminels et renforcé leurs liens avec la classe dirigeante sous la façade du Convivir.

### Forces unies d'autodéfense de Colombie
Lorsque l'AUC a été formée le 18 avril 1997, les Forces d'autodéfense paysannes de Córdoba et d'Urabá, celles de Magdalena Medio et celles des Llanos Orientales se sont unies pour créer les Forces unies d'autodéfense de Colombie (AUC), qui en pratique était une fédération de groupes régionaux dont la présence sur le territoire du pays a connu une croissance sans précédent lors des pourparlers de paix entre le gouvernement d'Andrés Pastrana et les FARC-EP (1998-2002).
Plus tard, en décembre de la même année, profitant de la déclaration par les AUC d'une trêve unilatérale pendant la période de Noël, les FARC-EP ont attaqué le quartier général de Carlos Castaño dans le Nudo de Paramillo. Les représailles pour l'incursion de la guérilla, qui a failli coûter la vie au commandant de l'autodéfense, ont été rapides et, en janvier 1999, l'ACCU a assassiné 130 personnes pour avoir prétendument des liens avec la subversion.
Au sein du clan des frères Castaño, Fidel et Carlos concentrent l'attention de l'opinion publique, tandis que Vicente prend les rênes des groupes d'autodéfense. C'est lui qui a consolidé les premiers blocs d'autodéfense, prenant en charge l'expansion du phénomène paramilitaire. À la mi-2001, l'état-major de l'AUC a été réformé et une direction composée de divers commandants a pris le commandement de l'organisation.
Ils étaient organisés en blocs qui contrôlaient les extensions de divers départements et régions de Colombie. On estime qu'ils étaient organisés en 21 groupes au moment de leur démobilisation et étaient politiquement représentés par Carlos Castaño, Salvatore Mancuso, entre autres. Une grande partie du financement de l'AUC provenait du trafic de drogue, des armes et de la contrebande.

### Démobilisation des Forces unies d'autodéfense de Colombie
Salvatore Mancuso et Vicente Castaño ont convaincu les commandants de l'AUC de s'asseoir à la table des négociations avec le gouvernement d'Álvaro Uribe. En conséquence, à la mi-2003, le groupe a signé un accord de démobilisation avec ledit gouvernement, entamant un processus, dirigé par Salvatore Mancuso, dans lequel l'AUC a accepté un armistice comme condition préalable aux négociations avec le gouvernement.
En 2004, des membres de l'AUC ont assassiné Carlos Castaño sur ordre de son frère Vicente, selon les enquêtes du bureau du procureur général. Le corps de Carlos, retrouvé et identifié en août 2006 par les autorités et divers médecins légistes, se trouvait à Montería, dans une zone rurale appelée Las Tangas, une ville où se sont formées les premières factions paramilitaires des Forces d'autodéfense. L'un des membres du groupe, Jesús Roldán « Monoleche », a fourni les informations sur le cadavre après sa démobilisation.
Malgré cela, les négociations ont continué leur cours avec le village de Santa Fe de Ralito dans la municipalité de Tierralta dans le département de Córdoba comme scénario principal, également connu sous le nom de « pourparlers Ralito ». Cependant, face au vide juridique, le gouvernement a promu une loi au Congrès, connue sous le nom de loi Justice et Paix. Cette loi a été approuvée en 2005 et la Cour constitutionnelle de Colombie a modifié, lors de son examen, plusieurs parties de la loi, établissant l'exigence que ceux qui ont menti ou n'ont pas avoué tous leurs crimes perdraient les avantages juridiques accordés par ladite loi.
L'AUC s'est démobilisée après les pourparlers de paix dans un processus sous la vérification de l'Organisation des États américains (OEA). Les démobilisations ont commencé le 25 novembre 2003 à Medellín avec le bloc Cacique Nutibara et se sont terminées le 15 août 2006 avec le bloc Elmer Cárdenas. Il y a eu 38 actes au cours desquels 30 150 membres de ces groupes armés ont été démobilisés.
En juillet 2004, les chefs paramilitaires Salvatore Mancuso Gómez, Ramón Isaza et Ernesto Báez ont été entendus par des politiciens au Congrès de la République de Colombie où ils ont justifié les massacres de millions de paysans sans défense qui étaient censés être des collaborateurs, des complices ou des alliés de la guérilla (FARC-EP, ELN, EPL, M-19, MA Quintín Lame, ERP) Iván Cepeda a sorti sur une feuille de papier l'image de son père et d'une femme Lilia Solano a déclaré « Voici l'une des photos des milliers de personnes assassinées et victimes disparues des militaires et des paramilitaires, l'État qui a créé le paramilitarisme répond des crimes »,,,.
Le commissaire à la paix Luis Carlos Restrepo, nommé par le gouvernement du président Álvaro Uribe Vélez, a quitté le pays quelque temps plus tard après avoir été accusé de mensonges dans le processus de démobilisation. Le parquet le considère actuellement comme « prisonnier absent ». Cependant, le 20 février 2012, l'ex-guérilla alias « Olivo Saldaña » a déclaré lors d'une audience publique que c'était lui qui avait trompé Luis Carlos Restrepo et les forces militaires colombiennes en gonflant le nombre de membres démobilisés de la Cacica La Gaitana Bloc et a revendiqué la responsabilité d'avoir infiltré de faux paramilitaires dans la démobilisation.

### Parapolitique
Le scandale judiciaire et politique qui s'appelait Parapolitique. Les groupes d'autodéfense, qui en principe étaient constitués en groupes armés pour se défendre contre les attaques de la guérilla et à de nombreuses reprises comme stratégie anti-insurrectionnelle de diverses institutions de l'État colombien, sont devenus eux-mêmes des acteurs politiques armés indépendants de grande influence. De même, les groupes paramilitaires se sont directement impliqués dans les mafias de la drogue et ont commis des actes atroces contre la population civile, tels que des massacres et des expulsions de leurs régions, un phénomène connu sous le nom de « déplacement forcé ». Plusieurs de ses principaux patrons ont été demandés en extradition par le gouvernement des États-Unis pour leurs liens avec le trafic de drogue. Ils ont finalement été extradés en 2008 alias « Jorge 40 », Salvatore Mancuso, alias « Gordolindo », alias « Don Berna », alias « Cuco Vanoy » et Hernán Giraldo. Au total, il y en a quatorze qui ont été remis au gouvernement américain,.

### Bacrim, Clan del Golfo et groupes armés organisés
Différents groupes ont émergé, également appelés Emerging Bands ou Bacrim (acronyme de Criminal Bands), parmi lesquels le Clan del Golfo (Forces Gaitanista d'Autodéfense de Colombie), Los Buitragueños, Los Caparrapos, Los Rastrojos, l'Armée Populaire Révolutionnaire Anti-subversive de Colombie (ERPAC), et le Bureau Envigado, entre autres. Ces groupes émergents ont été formés comme des mafias et des tueurs à gage au service des mafias du trafic de drogue et sont proposés par certains analystes comme des descendants directs du paramilitarisme. Cependant, en raison des types d'actions de ces groupes émergents, on s'est demandé s'ils pouvaient être classés sous le terme de « paramilitaires » ou de « paracos ».
Les soi-disant Aigles noirs ont été dénoncés pour ne pas avoir respecté le processus de démobilisation paramilitaire, en formant de nouveaux groupes paramilitaires en 2006, et pour avoir poursuivi leurs activités de trafic de drogue (même lié à la guérilla) et de terrorisme,. Le groupe Clan del Golfo est dénoncé comme poursuivant ses actions paramilitaires avec un changement de stratégie de camouflage. Ces groupes poursuivent leurs actions criminelles,,, combattant avec l'ELN, trafiquants de drogue, accusés d'être les auteurs de massacres et d'assassinats de leaders sociaux,,.

### Victimes et crimes
Les groupes paramilitaires ou d'autodéfense, comme ils se désignent eux-mêmes, sont responsables de meurtres, d'enlèvements, de massacres, de disparitions, d'affrontements armés, de recrutements forcés, d'attentats, de trafic de drogue, d'enlèvements, d'expropriation de terres et d'extorsion d'agents publics, d'entreprises, d'hommes politiques et de citoyens, et de nombreuses autres actions violentes en conjonction ou complicité avec l'État colombien et ses forces militaires et sa police nationale,.
En 2008, une marche contre les crimes d'État et le paramilitarisme a eu lieu dans plusieurs villes de Colombie et du monde. Six personnes qui ont participé à l'organisation et à la promotion locale de ladite marche ont été assassinées, d'autres ont disparu et plusieurs autres ont reçu des menaces de mort par e-mails et communiqués, par des groupes paramilitaires apparus après la démobilisation des AUC et connus sous le nom d'Águilas Negras. L'ONU a exprimé sa préoccupation au sujet des meurtres et des menaces.

### Arauca
Peu peuplé, le département d’Arauca est, au début des années 2000, le plus militarisé de Colombie. Malgré cette présence de l’armée, le paramilitarisme s’y est consolidé à la fin 2001, après avoir commis des massacres et provoqué des déplacements de population. Les paramilitaires ont organisé le repeuplement de nombreux villages, les transformant en « hameaux stratégiques » similaires à ceux des guerres du Vietnam et du Guatemala. En 2011, on estime à 500 rebelles le nombre de guérilleros des FARC présents sur tout le département, bénéficiant de la proximité avec la frontière vénézuélienne, qui accueillerait jusqu'à 1500 guérilleros. En 2019, une partie du département est sous le joug de groupes narco-paramilitaires.

### Santander
Le Santander a été touché par le conflit armé colombien. En 2012, le département enregistre un des plus faibles taux de désertion parmi les membres de groupes armés intégrés dans le programme de réinsertion national. 1 460 personnes en ont bénéficié dans le département, dont 60 % d'anciens membres des AUC. Le département compte 4 235 disparus à cause du conflit armé, leur corps n'ayant jamais été retrouvé.

### Magdalena
Les paramilitaires du Bloc Tayrona des Autodéfenses unies de Colombie (AUC) ont fait régner la terreur dans le département du Magdalena au cours des années 2000. De multiples massacres, disparitions et viols leur sont imputés. Le chef de l'organisation, Hernan Giraldo, est notamment accusé de plus de 200 viols d'enfants. Les paramilitaires sont démobilisés 2006 à la suite d'un accord avec le président Álvaro Uribe, mais plus d’une dizaine de structures criminelles plus ou moins liées à Giraldo et impliquées dans le trafic de drogue ont poursuivi leurs exactions. Plusieurs structures paramilitaires se disputent le contrôle du territoire (Autodéfenses conquérantes de la Sierra Nevada, los Pachenca et le Clan du Golfe).

### Norte de Santander
À la fin des années 1990, des groupes paramilitaires interviennent violemment dans le département. Massacres aveugles, déplacements forcés, notamment afin de faciliter l’accaparement de milliers d’hectares par les grandes familles de propriétaires terriens. Une autre organisation appelée ELN a commis des actes de terrorisme dans plusieurs municipalités du département.

### Meta
La plus grande fosse commune de Colombie a été découverte dans le Meta en 2010. Selon les estimations, environ deux mille corps de victimes d’exécutions extrajudiciaires pourraient y avoir été jetés par les paramilitaires et l'armée.